# Stazione di Bastia
La stazione di Bastia (in francese: Gare de Bastia, in corso: Gara di Bastia) è la stazione ferroviaria terminale della linea Bastia – Ajaccio. Si trova in square du Maréchal Leclerc, nell'omonima prefettura.
Di proprietà della Collectivittà territoriale di Corsica (CTC), è gestita dalla Chemins de fer de la Corse (CFC).

## Storia
La stazione è stata aperta il 1º febbraio 1888 assieme al tronco che si dirigeva verso Casamozza e Corte.
Il fabbricato viaggiatori fu distrutto dai bombardamenti della seconda guerra mondiale nel 1943. Nel dopoguerra, fu costruito un nuovo edificio che nel 1976 fu danneggiato da un attentato. L'attuale è stato costruito nel 1981.

## Strutture ed impianti
La stazione è dotata di due piazzali binari: quello per il servizio viaggiatori e quello a servizio della rimessa locomotive. Il piazzale viaggiatori è a sua volta distinto tra i binari riservati alle partenze dei treni per Ajaccio e agli arrivi provenienti dalla medesima prefettura.
Il fabbricato viaggiatori è posto al centro dei due piazzali. Al suo interno, oltre alla sala d'aspetto e alla biglietteria, sono presenti gli uffici della direzione movimento della linea ferroviaria.

## Movimenti
La stazione funge da capolinea per due linee locali della CFC:
- quella per Ajaccio;
- la suburbana per Casamozza.